# Paracyclops waiariki
Paracyclops waiariki is een eenoogkreeftjessoort uit de familie van de Cyclopidae. De wetenschappelijke naam van de soort is voor het eerst geldig gepubliceerd in 1975 door Lewis M.H..